# Фредерика Амалия Датская
Фредерика Амалия Датская (дат. Frederikke Amalie af Danmark; 11 апреля 1649, Копенгаген — 30 октября 1704, Киль) — герцогиня-консорт Гольштейн-Готторпская.

## Биография
Фредерика Амалия была дочерью датского короля Фредерика III и Софии Амалии Брауншвейг-Люнебургской.
24 октября 1667 года она вышла замуж за Кристиана Альбрехта Гольштейн-Готторпского. Этот брак был частью мирного договора между Данией и Гольштейном и не был счастливым. Очень часто Фредерике Амалии приходилось страдать из-за разногласий между её мужем и её братом — Кристианом V, королём Дании. Сыновья Фредерики Амалии также придерживались антидатских позиций. В 1694 году Фредерика Амалия осталась вдовой и в 1704 году скончалась в своей резиденции в Киле.
У Фредерики Амалии и Кристиана Альбрехта было четверо детей:
- София Амалия (19 января 1670 — 27 февраля 1710), была замужем за Августом Вильгельмом Брауншвейг-Вольфенбюттельским (с 7 июля 1695 года);
- Фридрих (18 октября 1671 — 19 июля 1702), герцог Гольштейн-Готторпский, был женат на Гедвиге Софии Шведской;
- Кристиан Август (11 января 1673 — 24 апреля 1726), герцог Гольштейн-Готторпский, был женат на Альбертине Фридерике Баден-Дурлахской;
- Мария Елизавета (21 марта 1678 — 17 июля 1755), аббатиса Кведлинбургская.

По линии своих сыновей Фредерика Амалия приходилась прабабушкой российской императрице Екатерине II (через Кристиана Августа), а также императору Петру III (через Фридриха IV).